# Derivat
Derivat je kemijska spojina, ki je nastala iz druge, matične spojine s kemijsko reakcijo ali serijo reakcij, ki zamenjajo atom ali skupino atomov. V osnovi označuje beseda vsako spojino, ki jo lahko teoretično pridobimo iz osnovne – tej pravimo prekurzor – kar omogoča klasifikacijo spojin. Tako so denimo aromatske spojine v najširšem smislu derivati benzena.